# Guillaume Lo A Njoe

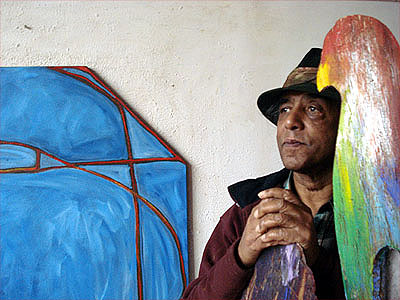
Guillaume Lo A Njoe

Guillaume Lo-A-Njoe (* 25. Juni 1937 in Amsterdam, Niederlande) ist ein niederländischer Künstler surinamischer Abstammung. Er lebt und arbeitet in Amsterdam.

## Leben
Lo A Njoe ist zum Teil Autodidakt, hat aber auch die Kunstnijverheidsschule in Amsterdam besucht, die heutige Kunsthochschule Gerrit Rietveld Academie. 
Seine erste Ausstellung hatte er 1958 in Kafe Eijlders am Amsterdamer Leidseplein (Leidse-Platz). Im gleichen Jahr 1958 erhielt er ein königliches Stipendium. In den 1960er Jahren reiste Guillaume viel ins Ausland, unternahm Studienreisen nach Suriname, Indien Marokko, in die USA, nach Mexiko und in die Karibik, wo er Eindrücke aller dieser Länder aufnahm. Seine Werke findet man in vielen internationalen Kollektionen und Museum, unter anderem in den nationalen Museen in Mexikos und Surinames. Außerdem ist Guillaume ein vielgefragter Auftragskünstler: bekannte Werke sind die Skulptur in Amsterdam für die Opfer des nahe dem Flughafen Paramaribo/Zanderij abgestürzten Surinam-Airways-Flugs 764. Am 24. November 1990 wurde auf dem Amsterdamer Anton de Komplein im Südosten Amsterdams eine von Guillaume Lo A Njoe entworfene Plakette zu Ehren von Anton de Kom enthüllt.

## Kunst
Seine Arbeiten gehören zur Post-CoBrA und zeichnen sich durch kräftiges und buntes Palet aus. Er fertigt die Rahmen aus Holz selbst und spannt die Leinwand, die er mit Tempera behandelt hat. Guillaume arbeitet vor allem mit Öl auf Leinwand, macht aber auch bemalte Holzskulpturen, Arbeiten auf Papier und Siebdrucke. Als Kind hat er den Zweiten Weltkrieg in Amsterdam erlebt, was auch in seiner Kunst zum Ausdruck kommt. Seine exotischen Wurzeln aus Nepal, Nord-Indien und China sind in seiner bunten Farbpalette erkennbar. Zum Teil ist die Farbe in dicken Schichten auf die Leinwand aufgetragen. Lebhafte Farben und aggressive Pinselstriche beherrschen seine Bilder und bringen urtümliche Gefühle zum Ausdruck. Guillaumes Malweise gilt als persönliche und leidenschaftliche Auseinandersetzung mit der Leinwand. 